# Euphyia psarodes
Euphyia psarodes är en fjärilsart som beskrevs av Turner 1904. Euphyia psarodes ingår i släktet Euphyia och familjen mätare. Inga underarter finns listade i Catalogue of Life.